# Renato Zecchi
Renato Zecchi (San Giovanni in Persiceto, 30 marzo 1897 – ...) è stato un calciatore italiano, di ruolo difensore.

## Carriera
Nel primo dopoguerra ha disputato quattro stagioni con la maglia del Bologna, totalizzando 49 presenze